# Békés
Békés là một thành phố thuộc hạt Békés, Hungary. Thành phố này có diện tích 127,23 km², dân số năm 2010 là 20182 người, mật độ 159 người/km².